# Harmsworth
Harmsworth ist der Name einer britischen Familie.
Die Familie stammt ursprünglich aus Hampshire. In der ersten Hälfte des 20. Jahrhunderts wurden fünf der Söhne des Londoner Anwaltes Alfred Harmsworth (1837–1889) in den niederen bzw. Hochadel aufgenommen. Teile der Familie sind in der Medienbranche zu erheblichem Reichtum gekommen.

## Adelstitel
Angehörige der Familie hatten bzw. haben folgende Titel in der Peerage bzw. Baronetage of the United Kingdom inne:
- Viscount Northcliffe (1918)
- Viscount Rothermere (1919)
- Baron Northcliffe (1905)
- Baron Rothermere (1914)
- Baron Harmsworth (1939)
- Harmsworth Baronet, of Elmwood and Sutton Place (1904)
- Harmsworth Baronet, of Horsey (1910)
- Harmsworth Baronet, of Moray Lodge (1918)
- Harmsworth Baronet, of Freshwater Grove (1922)

## Stammliste

### Thomas Harmsworth (* um 1540) bis Alfred Harmsworth (1837–1889)
1. Thomas Harmsworth (* um 1540)
  1. Thomas Harmsworth († vor 1635)
    1. Richard Harmsworth († um 1637)
      1. Richard Harmsworth († vor 1663)
        1. Ralph Harmsworth († 1728)
          1. Richard Harmsworth († 1742) ⚭ Anne
            1. Richard Harmsworth ⚭ 1758 Sarah Black
              1. John Harmsworth († 1777) ⚭ Mary Reding
                1. Richard Harmsworth († 1770) ⚭ Martha Bust
                  1. Richard Harmsworth (1759–1823) ⚭ Mary Martin
                    1. Charles Harmsworth (1805–1857) ⚭ Hannah Carter
                      1. Alfred Harmsworth (1837–1889) ⚭ Geraldine Mary Maffett; → Nachfahren siehe unten

#### Ab Alfred Harmsworth (1837–1889)
1. Alfred Harmsworth (1837–1889) ⚭ Geraldine Mary Maffett; → Vorfahren siehe oben
  1. Alfred Harmsworth, 1. Viscount Northcliffe (1865–1922) ⚭ Mary Elizabeth Milner
    1. (unehelich) Katherine Wrohan ⚭1 Major Robert Edward Field-Marsham, ⚭2 Christopher William Crofts

  2. Geraldine Harmsworth (1866–1945) ⚭ Sir Lucas White King
  3. Harold Harmsworth, 1. Viscount Rothermere (1868–1940) ⚭ Mary Lilian Share
    1. Captain Hon. Harold Harmsworth (1894–1918)
    2. Lt. Hon. Vere Harmsworth (1895–1916)
    3. Esmond Harmsworth, 2. Viscount Rothermere (1898–1978) ⚭1 Margaret Hunam Redhead; ⚭2 Anne Geraldine Mary Charteris; ⚭3 Mary Murchison
      1. 1) Hon. Lorna Harmsworth (1920–2014) ⚭ Major Sir Edmund McNeill Cooper-Key
      2. 1) Hon. Esmé Harmsworth (1922–2011) ⚭1 Lt.-Col. George Baring, 3. Earl of Cromer; ⚭2 Captain Reinier Gerrit Anton van der Woude
      3. 1) Vere Harmsworth, 3. Viscount Rothermere (1925–1998) ⚭1 Patricia Evelyn Beverly Matthews; ⚭2 Maiko Joeong-shun Lee
        1. 1) Hon. Geraldine Harmsworth (* 1957) ⚭1 David Ogilvy, Lord Ogilvy; ⚭2 Glyn Maxwell
        2. 1) Hon. Camilla Harmsworth (* 1964) ⚭ Andrew R. Yeates
        3. 1) Harold Harmsworth, 4. Viscount Rothermere (* 1967) ⚭ Claudia Caroline Clemence
          1. Hon. Vere Harmsworth (* 1994)
          2. Hon. Eleanor Harmsworth (* 1996)
          3. Hon. Theodora Harmsworth (* 2001)
          4. Hon. Iris Harmsworth (* 2004)
          5. Hon. Alfred Harmsworth (* 2010)

      4. 3) Hon. Vyvyan Harmsworth (* 1967)

  4. Cecil Harmsworth, 1. Baron Harmsworth (1869–1948) ⚭ Emilie Alberta Maffett
    1. Cecil Harmsworth (1898–1899)
    2. Stella Harmsworth (* 1899; † jung)
    3. Hon. Daphne Harmsworth (1901–1993) ⚭1 Captain Colin David Brodie; ⚭2 Lt.-Col. Harold Macnelle Dixon
    4. Cecil Harmsworth, 2. Baron Harmsworth (1903–1990) ⚭ Dorothy Alexander Heinlein
      1. Hon. Margaret Harmsworth (1928–2008)

    5. Hon. Eric Harmsworth (1905–1988) ⚭1 Hélène Marie Dehove, ⚭2 Helen Gordon Loch
    6. 1) Thomas Harmsworth, 3. Baron Harmsworth (* 1939) ⚭ Patricia Palmer Horsley
      1. Hon. Dominic Harmsworth (* 1973) ⚭ Veronica Patricia Ausset
        1. Caroline Harmsworth (* 2001)
        2. Thomas Harmsworth (* 2003)
        3. Sarah Harmsworth (* 2008)
        4. Nicholas Harmsworth (* 2008)
        5. Benjamin Harmsworth (* 2010)

      2. Hon. Philomena Harmsworth (* 1975)
      3. Hon. Sarah Harmsworth (* 1977) ⚭ Valentin Stefan
      4. Hon. Timothy Harmsworth (* 1979)
      5. Hon. Pollyanna Harmsworth (* 1981) ⚭ Timothy Montagu

  5. Sir Robert Harmsworth, 1. Baronet (1870–1937) ⚭ Annie Louisa Scott
    1. Sir Alfred Harmsworth, 2. Baronet (1892–1962) ⚭ Margaret Florence Ivy Hall
    2. Robert Harmsworth (1893–1920)
    3. Sir Harold Harmsworth (1897–1952)
    4. Annie Harmsworth (* 1900) ⚭ Terry Colley Durham
    5. Violet Harmsworth (* 1902) ⚭ Alexander Godfrey Crosbie Collins
    6. Sir Arthur Harmsworth, 3. Baronet (1904–1980)
    7. Margaret Harmsworth (* 1911)

  6. Sir Hildebrand Harmsworth, 1. Baronet (1872–1929) ⚭ Kathleen Mary Berton
    1. Sir Hildebrand Harmsworth, 2. Baronet (1901–1977) ⚭ Elen Billenstein
      1. Ingeborg Harmsworth (1926–2002) ⚭ Captain Thomas James Johnson
      2. Sir Hildebrand Harmsworth, 3. Baronet (* 1931) ⚭ Gillian Andrea Lewis
        1. Claire Harmsworth (* 1961)
        2. Kirsten Harmsworth (* 1963)
        3. Hildebrand Harmsworth (* 1964) ⚭ Ruth Denise Miles
          1. Alice Harmsworth (* 1990)
          2. Grace Harmsworth (* 1991)
          3. Hildebrand Harmsworth (* 1994)

    2. Ronald Harmsworth (1902–1946) ⚭ Elizabeth Bertram Mackay
    3. Chamberlain Harmsworth (1903–1955) ⚭1 Barbara Irene Dean; ⚭2 Lucette Charlotte Riché
      1. 1) Josephine Harmsworth (* 1932)
      2. 1) Melanie Harmsworth (* 1934)
      3. 2) John Harmsworth (* 1949)
      4. 2) Charles Harmsworth (* 1951)

    4. Perceval Harmsworth (1907–1968) ⚭1 Pansy Nina Chambers; ⚭2 Marie Dorothy Miller

  7. Violet Harmsworth (um 1873–1961) ⚭ Lt.-Col. Wilfrid Hubert Wild
  8. Charles Harmsworth (1874–1942)
  9. William Harmsworth (1876–1933)
  10. Maud Harmsworth (* 1877; † jung)
  11. Christabel Harmsworth (um 1880–1967) ⚭ Lt.-Col. Percy Collingwood Burton
  12. Vyvyan Harmsworth (1881–1957) ⚭ Constance Gwendolen Mary Catt
    1. St. John Harmsworth (1912–1995) ⚭ Jane Penelope Boothby
      1. Penelope Harmsworth (* 1938) ⚭ Wyndham Parfitt
      2. Sarah Harmsworth (* 1941) ⚭1 Alexander McDonnell, 9. Earl of Antrim; ⚭2 Oliver Gates
      3. Laura Harmsworth (1944–2009) ⚭ David Henry George Montagu-Douglas-Scott

    2. Charles Harmsworth (1914–1943)
    3. Stanley Harmsworth (1916–1981)
    4. Gwendolen Harmsworth (* 1920)

  13. Muriel Harmsworth (* 1882; † jung)
  14. Harry Harmsworth (* 1885; † jung)